# 고유럽
고유럽(영어: Old Europe)이란 리투아니아 출신의 고고학자 마리야 김부타스가 고안한 용어로, 인도유럽어족이 유입되기 전에 도나우강 유역을 중심으로 동남유럽에 분포했던 신석기 및 순동기 문화들을 가리킨다. 시기적으로는 기원전 6000년경에서 기원전 3500년경 사이에 해당한다.
학자에 따라서 다뉴브 문명(Danube civilisation)이라고도 한다. 이 용어는 더 이전에 고고학자 비어 고든 차일드가 다뉴브 유역에서부터 유럽 전역에 퍼진 초기 농경 문화(선형 토기 문화 등)를 설명하기 위해 고안된 것이다.

## 같이 보기
- 초기 유럽 농경민
- 인도유럽조어
- 원시 인도유럽인
- 인도이란인
- 고유럽 제어